# 内谢尔 (多姆山省)
内谢尔（法語：Neschers）是法国多姆山省的一个市镇，位于该省中南部，属于伊苏瓦尔区。该市镇总面积9.78平方公里，2009年时的人口为845人。

## 人口
内谢尔人口变化图示